# Asterodiscides fourmanoiri
Asterodiscides fourmanoiri är en sjöstjärneart som beskrevs av Ross Robert Mackerras Rowe 1985. Asterodiscides fourmanoiri ingår i släktet Asterodiscides och familjen Asterodiscididae.
Artens utbredningsområde är Madagaskar. Inga underarter finns listade i Catalogue of Life.